# Asmara Brewery FC
Asmara Brewery Football Club w skrócie Asmara Brewery FC – erytrejski klub piłkarski z siedzibą w Asmarze, występujący w pierwszej lidze erytrejskiej.

## Sukcesy
- I liga[1]:
  - mistrzostwo (1): 2008.

## Występy w afrykańskich pucharach
| Sezon | Rozgrywki  | Runda | Kraj   | Klub   | Dom | Wyjazd | Dwumecz |
| ----- | ---------- | ----- | ------ | ------ | --- | ------ | ------- |
| 1998  | Puchar CAF | 1     | Rwanda | APR FC | 0–0 | 0–3    | 0–3     |

## Stadion
Domowe mecze klub rozgrywa na stadionie o nazwie Cicero Stadium w Asmarze, który może pomieścić 10000 widzów.